# 충주 김씨
충주 김씨(忠州 金氏)는 충청북도 충주시를 본관으로 하는 한국의 성씨이다.

## 역사
충주김씨시조(忠州金氏 始祖) 김남길(金南吉)은 경순왕(敬順王)의 세째 아들 영분공(永芬公) 김명종(金鳴鍾)의 16세손으로  충숙왕 때 병부시랑을 지낸 김정윤의 아들이다. 고려 충숙왕 때 태어나 문과에 급제하고 벼슬이 평장사 문하시중에 이르렀다. 공민왕 때 태자대부를 지낸 뒤 충원군(충주의 옛 이름)에 봉해졌다. 그래서 후손들이 충주를 본관으로 삼았다.
시조 남길(南吉)의 현손(玄孫) 만수(萬守)의 아들 도민(道敏)은 1466년(세조 12) 문과(文科)에 급제하고 이조 참의(吏曹參議)에 올라 직간(稙諫)을 하다가 평북(平北) 철산(鐵山)으로 유배(流配)되었고, 그후 아우 운민(雲敏)은 함남(咸南) 정평(定平)으로 이거(移居)하였으며, 도민(道敏)의 둘째 아들 양한(亮漢)은 평북(平北) 벽동(碧潼)으로, 세째 양희(亮禧)는 평북(平北) 의주(義州)로 옮겨 살면서 후손들이 관서북 지방(關西北地方)에 많이 살게 되었다. 
충주김씨는 조선시대 90여 명이 관직에 올랐고, 판서 3명, 봉군(封君) 2명, 공신 1명을 배출했다.
2015년 통계청 인구조사 결과에 의하면 충주김씨(忠州金氏)는 남한(南韓)에 총 10,582명이 살고 있는 것으로 나타났다.
충주(忠州)는 충청북도(忠淸北道) 중앙부(中央部)에 위치하는 지명이다. 고구려 475년(고구려 장수왕 63) 국원성(國原城)이라 하였다. 혹은 완장성(薍長城)으로 불렸다. 신라에 병합되어 진흥왕(眞興王) 때 이곳에다 소경(小京)을 두었고, 경덕왕(景德王)이 중원경(中原京)으로 고쳤다. 940년(고려 태조 23) 충주(忠州)로 개칭하고, 983년(성종 2) 충주목으로 승격되었다. 1395년(태조 4) 충청도관찰사를 두었으며, 1895년(고종 32) 충주부 충주군이 되었다가 1896년에 충주부가 폐지되고 충청북도 도청소재지가 되었다. 1908년(순종 2) 도청을 청주로 이전시키고 군수를 두었다. 1956년 충주시로 승격되었다.

## 역사 인물
- 김진성(金進聲) 조선조에 어모장군(禦侮將軍)에 이르렀다.
- 김효선(金孝先) 조선 때 통정대부(通政大夫)에 올랐다.
- 김영익(金永益) 조선에서 절충장군(折衝將軍)에 올랐다.
- 김정삼(金鼎三) 조선조에 중추부 녹사(中樞府祿事)에 올랐다.
- 김맹호(金孟浩) 조선 때 전라 감사(全羅監司)를 지냈다.
- 김맹연(金孟淵) 조선 때 병조 판서(兵曹判書)를 역임하였다.
- 김중청(金仲淸) 조선 때 춘추관 기사관(春秋?記事官)을 지냈다.
- 김도민(金道敏) 호는 철관(鐵冠). 1466년(세조 12) 이조 참의(吏曹參議)로 있을 때 왕에게 직간(直諫)을 한 이유로 철산(鐵山)에 유배되었다.
- 김운민(金雲敏) 조선 때 문과에 급제하여 정언(正言)을 지냈다.
- 김건화(金建化) 조선조에 승지(承旨)를 역임하였다.
- 김양수(金亮水) 호는 수동(水洞). 조선 때 예조 판서(禮曹判書)를 지냈다.
- 김양한(金亮漢) 호는 벽헌(碧軒). 조선 때 문과에 급제하여 이조 판서(吏曹判書)를 역임하였다.
- 김양희(金亮禧) 호는 만와(灣窩). 조선에서 장령(掌令)을 지냈다.
- 김송산(金松珊) 조선 때 어모장군(禦侮將軍)에 이르렀다.
- 김만형(金萬亨) 조선 때 문과에 급제한 후 승지(承旨)를 지냈다.
- 김세순(金世順) 조선 때 무과에 급제하여 박천 군수(博川郡守)를 역임하였다.
- 김희준(金熙俊) 조선조에 호조 좌랑(戶曹佐郞)을 역임하였다.
- 김 수(金 守) 조선에서 은계도 찰방(銀溪道察訪)을 지냈다.
- 김용우(金龍佑) 조선 때 용양시위사우령호군(龍驤侍衛司右領護軍)을 역임하였다.
- 김 열(金 冽) 자는 사면(泗綿). 1717년(숙종 43) 문과 급제 후 현감(縣監)을 지냈다.
- 김병원(金炳垣) 1851년(철종 2) 문과(文科)에 급제하였다.
- 김대윤(金大胤) 자는 견성(見聖). 1869년(고종 6) 정시문과(庭試文科)에 급제했다.

## 인구
통계청의 인구조사에 의하면 충주김씨는 1985년에는 총 2095가구 8342명, 2000년에는 총 2923가구 9099명이 있는 것으로 조사되었다. 15년 만에 9백여 가구, 800여 명이 늘어났다. 1985년 당시 전국의 지역별 인구 분포는 서울 3660명, 부산 644명, 대구 215명, 인천 416명, 경기 1284명, 강원 654명, 충북 250명, 충남 425명, 전북 134명, 전남 129명, 경북 261명, 경남 231명, 제주 39명이다. 서울·인천·경기지역에 전체 인구의 절반가량이 살고 있었다. 
그 뒤 15년 후인 2000년 기준으로는 서울 3100명, 부산 545명, 대구 233명, 인천 626명, 광주 57명, 대전 269명, 울산 105명, 경기 2451명, 강원 566명, 충북 289명, 충남 206명, 전북 86명, 전남 71명, 경북 272명, 경남 200명, 제주 23명,미국 5 명이다. 1985년과 마찬가지로 서울, 인천, 경기지역에 가장 많다. 나머지 지역에도 고루 분포되어 있다.